# Sendang Bumen
Sendang Bumen is een bestuurslaag in het regentschap Nganjuk van de provincie Oost-Java, Indonesië. Sendang Bumen telt 3378 inwoners (volkstelling 2010).